# المنية (وادي الحجارة)
المُنية هي بلدية تقع في مقاطعة وادي الحجارة ، قشتالة والمنجى في إسبانيا. وفقًا لتعداد عام 2004 ( INE ) ببلغ عدد سكان البلدية 122 نسمة.